# Йонас Авіжюс
Йо́нас А́віжюс (лит. Jonas Avyžius; *16 травня 1922, Йонішкіський район, Литва — †7 липня 1999, Вільнюс) — литовський письменник, прозаїк.

## Біографія
Народився в селянській родині. Працював журналістом. З 1948 — професійний письменник. У 1996 був обраний членом Сейму, був членом фракції Союзу Вітчизни — консерваторів.

## Творчість
У 1948 випустив збірку оповідань «Перші борозни» (лит. «Pirmosios Vagos»). У повісті «Спадщина» (лит. «Palikimas», 1949) зображений перший етап колгоспного життя литовського села, якому також присвячені: повість «Слава» (лит. «Гарбі», 1949), п'єса «Білі верби» (1954), збірки оповідань і нарисів «Звільнення» (1951), «Люди і події» (1954), роман «Село на роздоріжжі» (лит. «Kaimas kryžkelėje», 1964).
Автор роману про минуле Литви «Скляна гора» (лит. «Į Stiklo KALNA», 1961), який розцінюється як перший серйозний твір Авіжюса. Найважливіший твір Авіжюса — роман «Втрачена кров» (лит. «Sodybų tuštėjimo Metas» 1970) зображує трагічні для литовської нації і держави роки Другої світової війни і не менш важкий післявоєнний час.

## Переклади
Роман «Втрачена кров» перекладений на англійську, арабську, болгарська, в'єтнамську, вірменську, естонську, казахську, латиську, молдавську, монгольську, німецьку, польську, румунську, словацьку, угорську, узбецьку, українську, французьку, чеську мови.
Також українською в перекладі Надії Непорожньої оповідання Йонаса Авіжюса «Свіжина» ввійшло до антології «Литовське радянське оповідання» (К.: «Дніпро», 1981. — С. 135-138; серія «Радянські оповідання»). А у виданій 2019 року литовській читанці для українських дітей «Люляйко» (упорядкування і переклади Д. С. Чередниченка) вміщено низку дитячих творів письменника (Тернопіль: «Богдан», 144 с., — С. 54-67).

## Нагороди та премії
- Орден Великого князя Литовського Гедиміна.